# Sénat (France)
Cet article concerne le Sénat de la Ve République française. Pour le Sénat sous la Troisième République, voir Sénat (Troisième République). Pour les autres significations, voir Sénat.
Période 2023-2026
Conseil de la République
Palais du Luxembourg
Le Sénat constitue la chambre haute du Parlement français selon le système du bicamérisme et détient le pouvoir législatif avec l'Assemblée nationale. En vertu de l'article 24 de la Constitution de la Ve République, il est le représentant des collectivités territoriales. Il siège au palais du Luxembourg à Paris.
Lors du vote d'une loi, en cas de positions divergentes du Sénat et de l'Assemblée nationale, le Premier ministre peut donner le dernier mot à l'Assemblée nationale. Cette dernière ne peut donc légiférer qu'avec l'accord du Sénat ou du Premier ministre, mais jamais seule. Dans le cas des révisions constitutionnelles, les deux chambres doivent voter le même texte en termes identiques, puis le voter lors d'un congrès se prononçant à la majorité des trois cinquièmes (60 %) des suffrages exprimés lorsqu'un projet de loi constitutionnelle n'est pas soumis au référendum.
Le Sénat, qui compte 348 sénateurs depuis le renouvellement de 2011, a subi plusieurs réformes de son mode d'élection. Depuis l'adoption de la loi no 2003-697 du 30 juillet 2003, le mandat des sénateurs est de six ans, et le renouvellement s'effectue par moitié, tous les trois ans depuis 2011. Les sénateurs sont élus au suffrage universel indirect, par 150 000 grands électeurs. Le scrutin est soit proportionnel (73,5 %), soit uninominal à deux tours (26,5 %) au niveau départemental.
La chambre haute est dominée par la droite et le centre depuis le début de la Ve République jusqu'à aujourd'hui, la gauche n'ayant détenu la majorité qu'entre 2011 et 2014. Depuis cette dernière date, le groupe majoritaire est le groupe Les Républicains et Gérard Larcher est le président du Sénat.

## Histoire

### La chambre haute avant laVeRépublique
L'histoire de France donne plusieurs noms à la chambre haute : la constitution thermidorienne de 1795 (1795-1799) fait naître le Sénat sous le nom de Conseil des Anciens ; il devient Corps législatif sous le Consulat et l'Empire, le Sénat conservateur ayant des prérogatives constitutionnelles (période 1799-1814). La Chambre des pairs est la chambre haute sous la Restauration (période 1814-1830) et sous la monarchie de Juillet (1830-1848) avant que le Second Empire ne rétablisse le « Sénat » (1851-1870). Dans certains régimes comme celui prévu par la Constitution du 6 messidor an I qui ne fut jamais appliqué, ou celui de la Deuxième République, il n’existait qu’une seule chambre.
La IIIe République institue le « Sénat » (1875-1940). Il est ajourné en 1940. En 1946, sous la IVe République, il devient le « Conseil de la République » jusqu'en 1958. Pendant la Restauration, la monarchie de Juillet et la IIIe République, la chambre haute pouvait se constituer en Cour de justice.

### Le Sénat depuis 1958
Le Sénat issu de la Constitution de 1958 est la chambre dite « haute » de la Ve République, dotée du pouvoir législatif. Il est composé de sénateurs désignés par les élus locaux dans le cadre départemental.
En juillet 1968, Charles de Gaulle a demandé au gouvernement de Maurice Couve de Murville de travailler à une réforme du Sénat. Il s'agissait de fusionner le Sénat avec le Conseil économique et social et de lui retirer le pouvoir législatif. Le Sénat aurait alors été composé de sénateurs représentant les élus locaux, désignés sur une base régionale, et de représentants des activités économiques, sociales et culturelles désignés par un certain nombre d'organismes ou groupements représentatifs (syndicats, chambres de commerces, universités…) ; il n'aurait eu qu'un rôle consultatif, rendant des avis sur les textes dont il aurait été saisi. Charles de Gaulle souhaitait depuis 1946 (discours de Bayeux) que le Sénat soit composé en partie de représentants économiques et sociaux ; il avait envisagé cette évolution lors de la rédaction de la Constitution de 1958, en juin/juillet 1958. L'idée du général de Gaulle de transformer le Sénat en organe consultatif datait de 1962. Le rejet du texte a poussé le fondateur de la Ve République à la démission,.
En 2000, le Parlement vote un projet de loi visant un passage au scrutin de liste proportionnel dans les départements à trois sénateurs et plus, et une augmentation du nombre de délégués pour les grandes communes, mais cette dernière mesure est censurée par le Conseil constitutionnel, car le Sénat doit représenter les collectivités territoriales.
En 2003, la durée du mandat passe de neuf ans à six ans. Les sénateurs ne sont plus renouvelés par tiers mais par moitié, ainsi les élections sont toujours à un intervalle de trois ans, l'âge minimum passe de 35 à 30 ans, le scrutin proportionnel ne concernera que les départements à quatre sénateurs et plus. En 2011, l’âge minimum passe de 30 à 24 ans.
En 2012, la commission sur la rénovation et la déontologie de la vie publique présidée par Lionel Jospin émet plusieurs propositions sur le Parlement : assurer une représentation plus juste des collectivités territoriales au Sénat par une pondération des voix des grands électeurs et retirer les députés du collège électoral, étendre le recours au scrutin proportionnel pour l'élection des sénateurs et abaisser à 18 ans l’âge minimal d’éligibilité au Sénat. Seule l’extension du scrutin proportionnel aux départements de trois sénateurs et plus est retenue, ainsi que l’augmentation du nombre de délégués pour les grandes villes dans une loi promulguée en 2013. Le mode d’élections des sénateurs des Français de l’étranger est également réformé.

## Siège du Sénat
Le Sénat siège au palais du Luxembourg, dans le 6e arrondissement de Paris. Ce palais fut construit entre 1615 et 1631 pour Marie de Médicis.
Il est affecté au Sénat conservateur en 1799, et à toutes les chambres hautes successives : Chambre des pairs de la Restauration et de la monarchie de Juillet, Sénat du Second Empire et Sénat de la Troisième République à partir de 1799. En 1940, le Palais est occupé par l’État-Major de la Luftwaffe-ouest, avant de devenir, en 1944 le siège de l’Assemblée consultative provisoire. Il est affecté au Conseil de la République de 1946 et au Sénat de la Ve République depuis 1958. Le Sénat de la Communauté y a également siégé entre 1958 et 1960.
Le jardin du Luxembourg s’étend sur 23 hectares dont 21 ouverts au public. Contrairement aux autres espaces verts de Paris entretenus par la municipalité, il est à la charge de la haute assemblée. Les chaises Sénat y sont mises gratuitement à disposition des promeneurs.
Le Sénat dispose, dans l'enceinte du Palais, d'une bibliothèque conservant plus de 410 000 documents dont d'importants fonds patrimoniaux.
La Garde républicaine assure la surveillance des lieux.

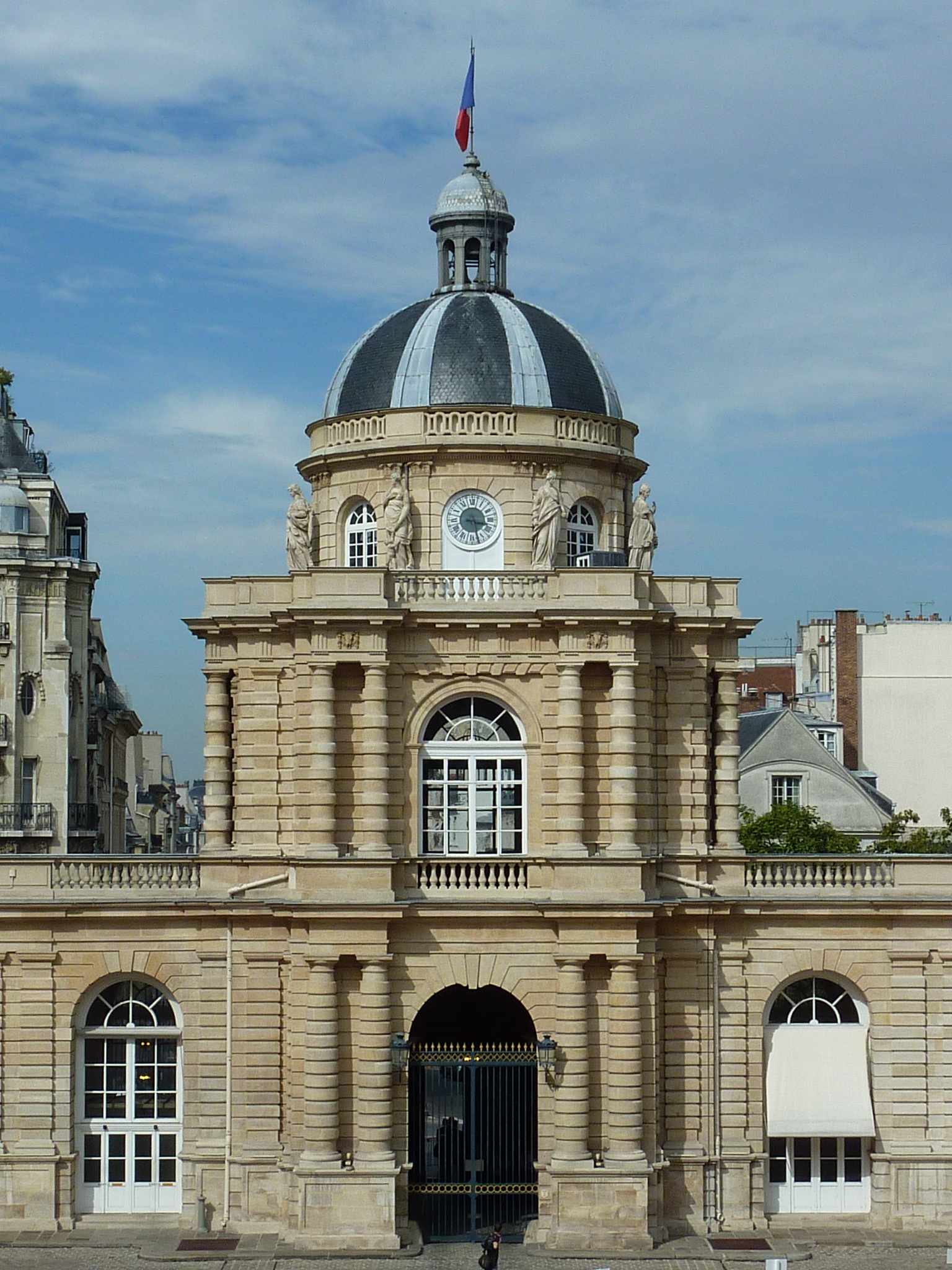
Dôme du Palais entre la cour d’honneur et la rue de Vaugirard.
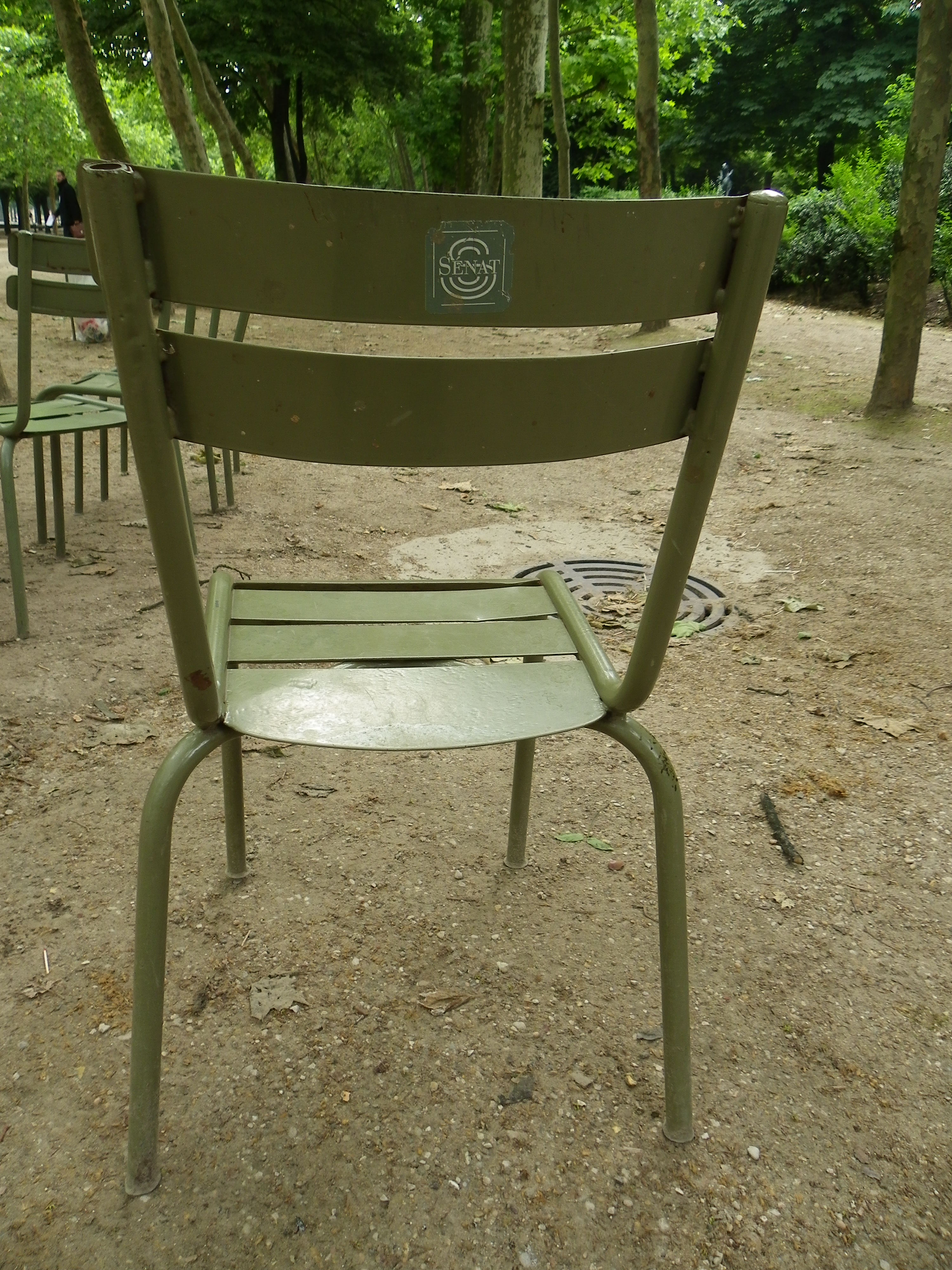
Chaise Sénat au jardin du Luxembourg avec le logo du Sénat.
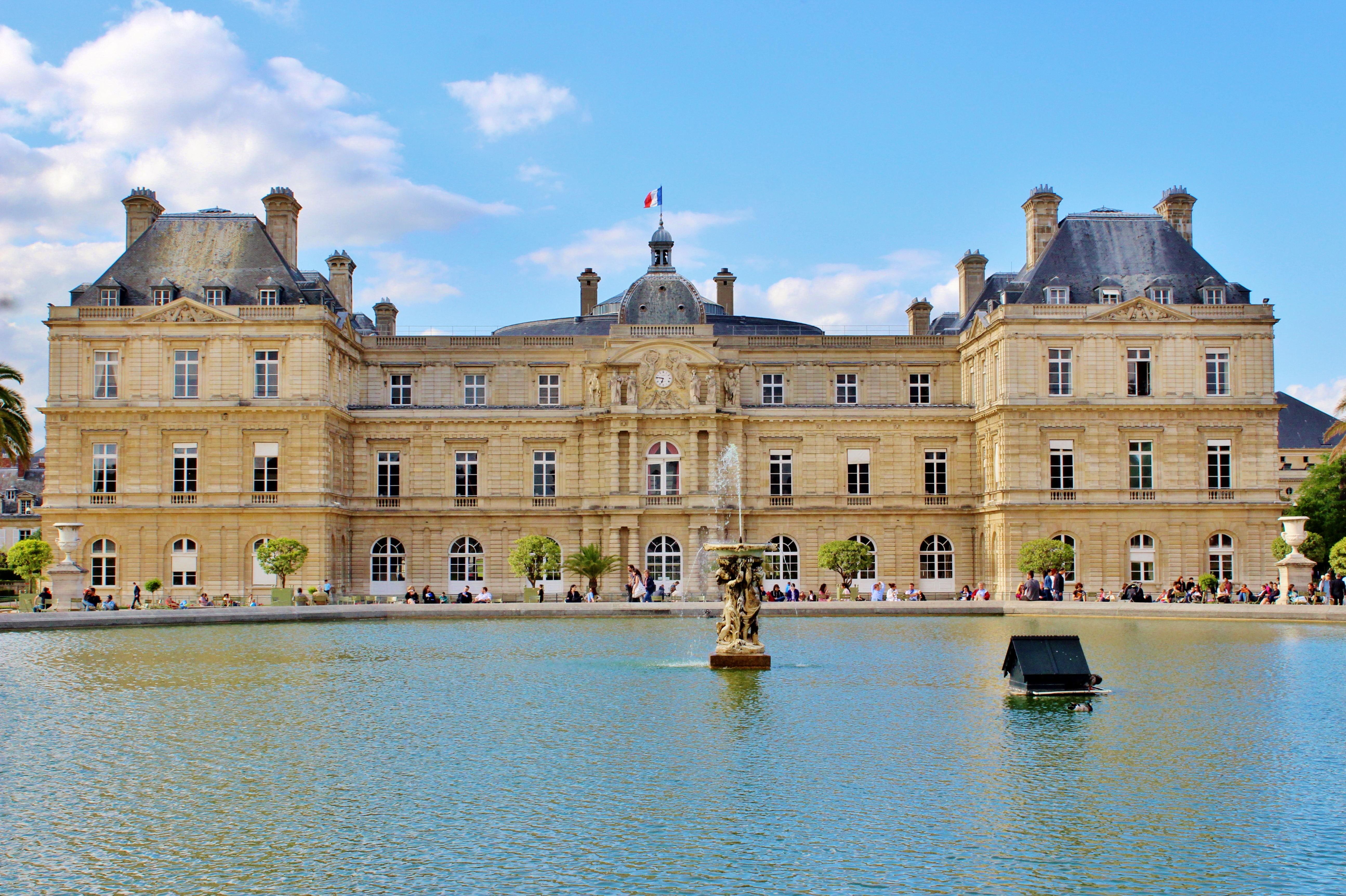
Palais et jardin du Luxembourg.

## Rôle
Le Sénat est une institution de la Ve République et forme, avec l’Assemblée nationale, le Parlement français. À ce titre, il vote la loi, contrôle l’action du gouvernement et évalue les politiques publiques. Ses pouvoirs sont fixés par la Constitution.

Le Sénat parmi les institutions de la Ve République.

### Discussion et vote de la loi
Un texte de loi peut avoir pour origine le Premier ministre (le texte est alors un « projet de loi ») ou un membre du Parlement (« proposition de loi »). Certaines lois sont obligatoirement d’origine gouvernementale, comme les lois de finances. Les projets de loi peuvent être soumis en premier à l’Assemblée nationale ou au Sénat, sauf dans le cas des lois de finances qui passent d’abord par l’Assemblée nationale, et des lois ayant pour principal objet l’organisation des collectivités territoriales ou les instances représentatives des Français établis hors de France qui sont soumis en premier lieu au Sénat.
Pour un projet ou une proposition de loi ordinaire, le texte est d’abord soumis à l’une des commissions parlementaires permanentes, ou à une commission spéciale désignée à cet effet. Au cours de la discussion en commission ou en séance, le Gouvernement et le Parlement peuvent ajouter, modifier ou supprimer des articles (« amender le texte »). Les amendements des parlementaires ne peuvent avoir pour conséquence une diminution des ressources publiques ou une création ou aggravation d’une charge publique. Le Gouvernement peut demander que l’assemblée se prononce en un seul vote sur tout ou partie du texte en discussion en ne retenant que les amendements proposés ou acceptés par le Gouvernement.
Les projets ou propositions de loi sont examinés successivement par les deux assemblées jusqu’à ce que le texte soit identique. Après deux lectures par les deux chambres (ou une seule si le Gouvernement a décidé d’engager la procédure accélérée sans que les Conférences des présidents s’y soient conjointement opposées) sans accord, le Premier ministre ou, pour une proposition de loi, les présidents des deux assemblées agissant conjointement, peuvent convoquer une commission mixte paritaire (composée d’un nombre identique de sénateurs et de députés) chargée de proposer un texte de compromis. Celui-ci peut être soumis par le Gouvernement pour approbation aux deux assemblées. Aucun amendement n’est recevable sauf accord du Gouvernement. Si la commission mixte ne parvient pas à l’adoption d’un texte commun ou si ce texte n’est pas adopté par les deux assemblées, le Gouvernement peut, après une nouvelle lecture par l’Assemblée nationale et par le Sénat, demander à l’Assemblée nationale de statuer définitivement. En ce cas, l’Assemblée nationale peut reprendre soit le texte élaboré par la commission mixte, soit le dernier texte voté par elle, modifié le cas échéant par un ou plusieurs des amendements adoptés par le Sénat.
Les lois peuvent être déférées au Conseil constitutionnel, avant leur promulgation, par le président de la République, le Premier ministre, le président de l’Assemblée nationale, le président du Sénat ou soixante députés ou soixante sénateurs.
Le président de la République promulgue les lois. Il peut demander au Parlement une nouvelle délibération de la loi ou de certains de ses articles. Cette nouvelle délibération ne peut être refusée.
Le président de la République, sur proposition du Gouvernement ou sur proposition conjointe des deux assemblées, peut soumettre au référendum tout projet de loi portant sur l’organisation des pouvoirs publics, sur des réformes relatives à la politique économique, sociale ou environnementale de la nation et aux services publics qui y concourent, ou tendant à autoriser la ratification d'un traité qui, sans être contraire à la Constitution, aurait des incidences sur le fonctionnement des institutions. Un référendum portant sur un objet mentionné précédemment peut être organisé à l’initiative d’un cinquième des membres du Parlement, soutenue par un dixième des électeurs inscrits sur les listes électorales.

### Contrôle de l'action du gouvernement
En tant que chambre du Parlement, le Sénat contrôle la politique du gouvernement. Il a moins de pouvoir en ce domaine que l’Assemblée nationale où existent les procédures de vote de confiance, de motion de censure et d’engagement de responsabilité du Gouvernement sur un texte. Le Premier ministre a la faculté de demander au Sénat l'approbation d'une déclaration de politique générale. Concrètement, cela signifie que la majorité du Sénat peut ne pas être en accord avec le gouvernement.
Le Parlement autorise la déclaration de guerre, il est informé de l’intervention de l’armée à l’étranger et autorise sa prolongation au-delà de quatre mois ; il autorise la prorogation au-delà de douze jours de l’état de siège et de l’état d’urgence.
Le Parlement autorise la prise d’ordonnances par le Gouvernement, qui sont normalement du domaine de la loi. Elles sont prises en Conseil des ministres après avis du Conseil d’État. Elles entrent en vigueur dès leur publication, mais deviennent caduques si le projet de loi de ratification n’est pas déposé devant le Parlement avant la date fixée par la loi d’habilitation.
Les traités sont négociés et ratifiés par le président de la République. Cependant, pour la plupart d’entre eux, la ratification doit être approuvée par le Parlement. Dans le cas de la ratification d’un traité relatif à l’adhésion d’un État à l’Union européenne, la procédure première est le référendum, mais par le vote d’une motion adoptée en termes identiques par chaque assemblée à la majorité des trois cinquièmes, le Parlement peut autoriser l’adoption du projet de loi de ratification par un vote des parlementaires réunis en Congrès. Dans ce cas le texte doit réunir la majorité des trois cinquièmes des suffrages exprimés.
Chaque assemblée peut voter des résolutions marquant un souhait ou une préoccupation, à destination du Gouvernement, celles-ci ne doivent pas mettre en cause sa responsabilité ou contenir des injonctions à son égard,. Elle peut le faire également sur des projets d’actes européens.
Les parlementaires peuvent interroger publiquement les membres du Gouvernement. Au Sénat, plusieurs procédures sont prévues. Les questions écrites se déroulent en dehors de la séance, la question ainsi que la réponse du ministre sont publiés au Journal officiel. Les questions orales sont posées directement pendant la séance, on distingue les « questions orales », les « questions orales avec débat », les « questions d’actualité au gouvernement », les « questions cribles thématiques » (d'octobre 2009 à septembre 2015) et les « questions orales avec débat portant sur des sujets européens »,,.

### Autres prérogatives du Parlement
Le président de la République interagit avec le Sénat de façon plus épisodique que le Gouvernement. Il peut dissoudre l’Assemblée nationale mais pas le Sénat.
Le président de la République peut faire lire un message qui ne donne lieu à aucun débat et, depuis la modification de la Constitution de 2008, peut s’exprimer devant le Parlement réuni en congrès.
Le Parlement peut destituer le président de la République en cas de « manquement à ses devoirs manifestement incompatible avec l’exercice de son mandat ». Il est alors constitué en Haute Cour.
Chaque chambre élit, après chaque renouvellement général ou partiel, six des quinze juges de la Cour de justice de la République, chargée de juger les infractions commises par les membres du Gouvernement pendant l'exercice de leurs fonctions.
Le Parlement vote la révision de la Constitution. Dans ce cas, contrairement aux lois ordinaires, le texte doit  être voté en termes identiques par les deux assemblées. La révision est ensuite approuvée par référendum ou, pour les projets de loi uniquement, par un vote des parlementaires réunis en Congrès. Dans ce cas le texte doit réunir la majorité des trois cinquièmes des suffrages exprimés.
Chaque assemblée peut voter des résolutions sur la modification de son propre règlement, celles-ci doivent être soumises au Conseil constitutionnel.

### Organisation des sessions et des séances
Les travaux « en séance plénière » (réunissant tous les sénateurs dans leur hémicycle) s’organisent en sessions et séances. La « session ordinaire » du travail parlementaire se tient d’octobre à juin. Cela n’interdit pas la réunion des commissions ou autres instances internes durant cette période. Jusqu’en 1995, le régime des sessions faisait alterner deux trimestres de travail parlementaire (d’octobre à décembre et d’avril à juin). La révision constitutionnelle du 4 août 1995 a institué une session annuelle unique de neuf mois,.
En dehors de la session ordinaire, le Parlement peut être convoqué en « session extraordinaire » par décret du président de la République et à la demande du Premier ministre ou de la majorité des députés, pour douze jours au plus. Ces dernières années, il était fréquent d’avoir une session extraordinaire au mois de juillet et au mois de septembre. De plus, le Parlement se réunit de plein droit durant l’application des pouvoirs spéciaux du chef de l’État ou simplement pour entendre un message officiel lu du président de la République.
L’ordre du jour est fixé par le Sénat sur la base des conclusions de la Conférence des présidents. Le Gouvernement peut demander la discussion de certains textes deux semaines sur quatre. En outre, l’examen des projets de loi de finances, des projets de loi de financement de la Sécurité sociale et des débats sur l’état de crise ou les interventions militaires sont prioritaires. L’ordre du jour des deux autres semaines est fixé par le Sénat, avec une semaine réservée par priorité au contrôle de l’action du Gouvernement et à l’évaluation des politiques publiques et une journée à l’initiative des groupes d’opposition et des groupes minoritaires. En pratique le Gouvernement peut proposer au Sénat son ordre du jour durant les semaines parlementaires,.
Le Sénat se réunit en séance plénière les mardi, mercredi et jeudi de chaque semaine. Le Sénat peut décider de se réunir d’autres jours, ce qui arrive régulièrement lors des discussions sur les lois de finances,.
Chaque sénateur se voit attribuer un emplacement dans l’hémicycle. Ils sont regroupés par groupe politique, et plus généralement par « gauche » et « droite » du point de vue de la tribune de l’orateur. Les membres du gouvernement ont accès au Sénat pour défendre leurs textes et leur politique. Ils sont installés sur les bancs les plus bas de l’hémicycle. Le rapporteur d’un texte et le ministre concerné sont accompagnés de leurs assistants, qui sont installés à leur proximité dans l’hémicycle mais qui ne peuvent intervenir dans le débat.
Les séances de l’Assemblée nationale et du Sénat sont publiques. Chaque assemblée peut siéger en comité secret. Le public peut assister aux débats depuis des places situées au-dessus de l’hémicycle (en demeurant silencieux et en s’abstenant de toute manifestation d’approbation ou d’improbation). Il peut aussi les suivre en lecture en continu sur le site du Sénat ou sur Public Sénat. Les questions au gouvernement sont diffusées en direct sur France 3. Les comptes rendus sont publiés au Journal officiel.

## Instances du Sénat

### Présidence du Sénat

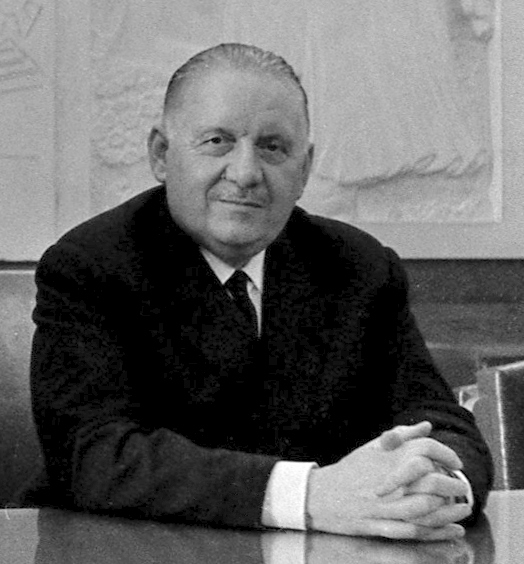
Alain Poher est président du Sénat de 1968 à 1992. Il assure l’intérim de la présidence de la République en 1969 et 1974.

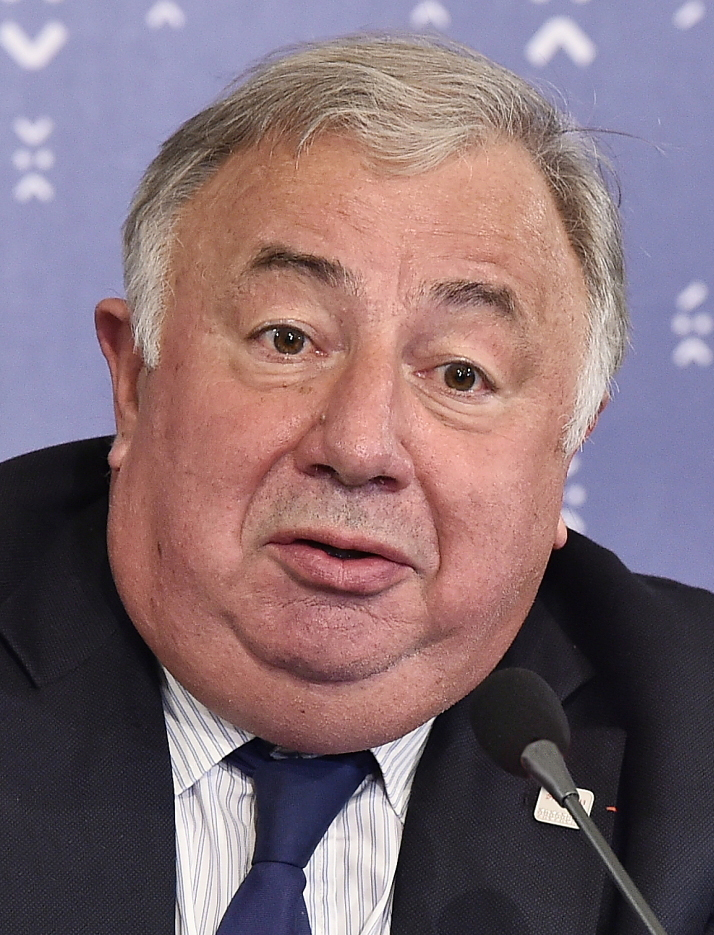
Gérard Larcher, président du Sénat entre 2008 et 2011 et depuis 2014.

Le président dispose de prérogatives fixées par la Constitution. En cas de vacance de la Présidence de la République pour quelque cause que ce soit, ou d’empêchement constaté par le Conseil constitutionnel, les fonctions du président de la République (sauf l’organisation d’un référendum et la dissolution de l’Assemblée nationale) sont provisoirement exercées par le président du Sénat et, si celui-ci est à son tour empêché d’exercer ses fonctions, par le Gouvernement. Cela est arrivé deux fois, lors de la démission du président de Gaulle (1969) et lors de la mort de Georges Pompidou (1974), les deux fois cet intérim a été assuré par Alain Poher. Le président du Sénat doit être consulté par le président de la République lorsque ce dernier souhaite dissoudre l’Assemblée nationale ou exercer des pouvoirs exceptionnels.
Le président du Sénat désigne trois des neuf membres du Conseil constitutionnel et une des trois personnalités qualifiées au Conseil supérieur de la magistrature (à égalité avec le président de la République et le président de l’Assemblée nationale),. Le président du Sénat nomme également deux des membres de l'Autorité de régulation des communications électroniques, des postes et de la distribution de la presse, l'une des trois personnalités qualifiées de l'Autorité des marchés financiers et trois des membres de l’Autorité de régulation de la communication audiovisuelle et numérique.
Les présidents des assemblées parlementaires sont chargés de veiller à la sûreté intérieure et extérieure des assemblées qu’ils président. Ils peuvent, à cet effet, requérir la force armée et toutes les autorités dont ils jugent le concours nécessaire. Cette réquisition peut être adressée directement à tous officiers et fonctionnaires, qui sont tenus d’y déférer immédiatement,.
Les présidents des assemblées parlementaires peuvent déléguer leur droit de réquisition aux questeurs ou à l'un d'entre eux.
Le président du Sénat vient en troisième position, après le président de la République et le Premier ministre, dans l’ordre de préséance.
Le président du Sénat dispose depuis 1825 du Petit Luxembourg, hôtel particulier contigu au palais du Luxembourg.

### Bureau
Le bureau du Sénat est composé de 26 membres : le président, huit vice-présidents, trois questeurs et 14 secrétaires. Il est renouvelé tous les trois ans. Tous les groupes politiques y sont obligatoirement représentés. Le bureau a tous pouvoirs pour présider aux délibérations et organiser et diriger tous les services de cette assemblée. Il se réunit une fois par mois le jeudi matin.
Au cours de la toute première séance qui suit le renouvellement de cette chambre, est installé un « bureau d'âge », présidé par le doyen de l’assemblée et composé des six plus jeunes sénateurs. Ce bureau a pour seule mission de faire procéder à l’élection du président du Sénat par un scrutin secret à la tribune. Pour être élu, le président doit obtenir la majorité absolue des suffrages exprimés au premier ou au deuxième tour de scrutin ; au troisième tour, la majorité relative est suffisante. En cas d’égalité, le plus âgé l’emporte. Les autres membres du bureau sont désignés par les présidents des groupes politiques, selon la représentation proportionnelle,,,.
Les vice-présidents suppléent et représentent le président en cas d’absence. Lorsque le président du Sénat est appelé à exercer les fonctions de président de la République, le bureau désigne un des vice-présidents pour le remplacer provisoirement.
Les questeurs sont particulièrement chargés de la direction administrative du Sénat,.
Le bureau est juge de la recevabilité du dépôt des propositions de loi susceptibles d'avoir des conséquences financières. S'il estime que la proposition de loi qui lui a été soumise n'est pas recevable au regard de l'article 40 de la Constitution, celle-ci n'est pas discutée.

### Conférence des présidents
La Conférence des présidents est présidée par le président du Sénat. Elle réunit les vice-présidents, les présidents des groupes, les présidents des commissions permanentes, le président de la commission des affaires européennes ainsi que les rapporteurs généraux de la commission des finances et de la commission des affaires sociales. Un membre du Gouvernement peut y participer. La Conférence règle l’ordre du jour du Sénat et délibère sur les questions concernant la procédure législative ou les travaux d’information, de contrôle et d’évaluation des politiques publiques. Elle se réunit le mercredi après-midi toutes les trois semaines.

### Groupes politiques
Les groupes se constituent ou se reconstituent à chaque renouvellement triennal du Sénat. Nul ne peut faire partie de plusieurs groupes ni être contraint de faire partie d’un groupe. Les sénateurs non inscrits forment une réunion administrative qui élit un délégué pour la représenter et qui dispose de certains droits pour la répartition des sièges dans les commissions et au sein du bureau du Sénat.
Les groupes doivent comporter au moins dix membres et fournir une déclaration politique. Les groupes d’opposition et groupes minoritaires doivent se déclarer comme tels. Chaque sénateur peut être membre à part entière d'un groupe, ou bien être « apparenté » ou « rattaché ». Chaque groupe constitue librement son bureau et ses services administratifs, dont il règle lui-même le statut, le recrutement et le mode de rétribution (les agents administratifs des groupes politiques ne sont pas des fonctionnaires du Sénat). Le Sénat contribue financièrement au fonctionnement des groupes politiques en leur allouant une subvention annuelle,,.

### Commissions

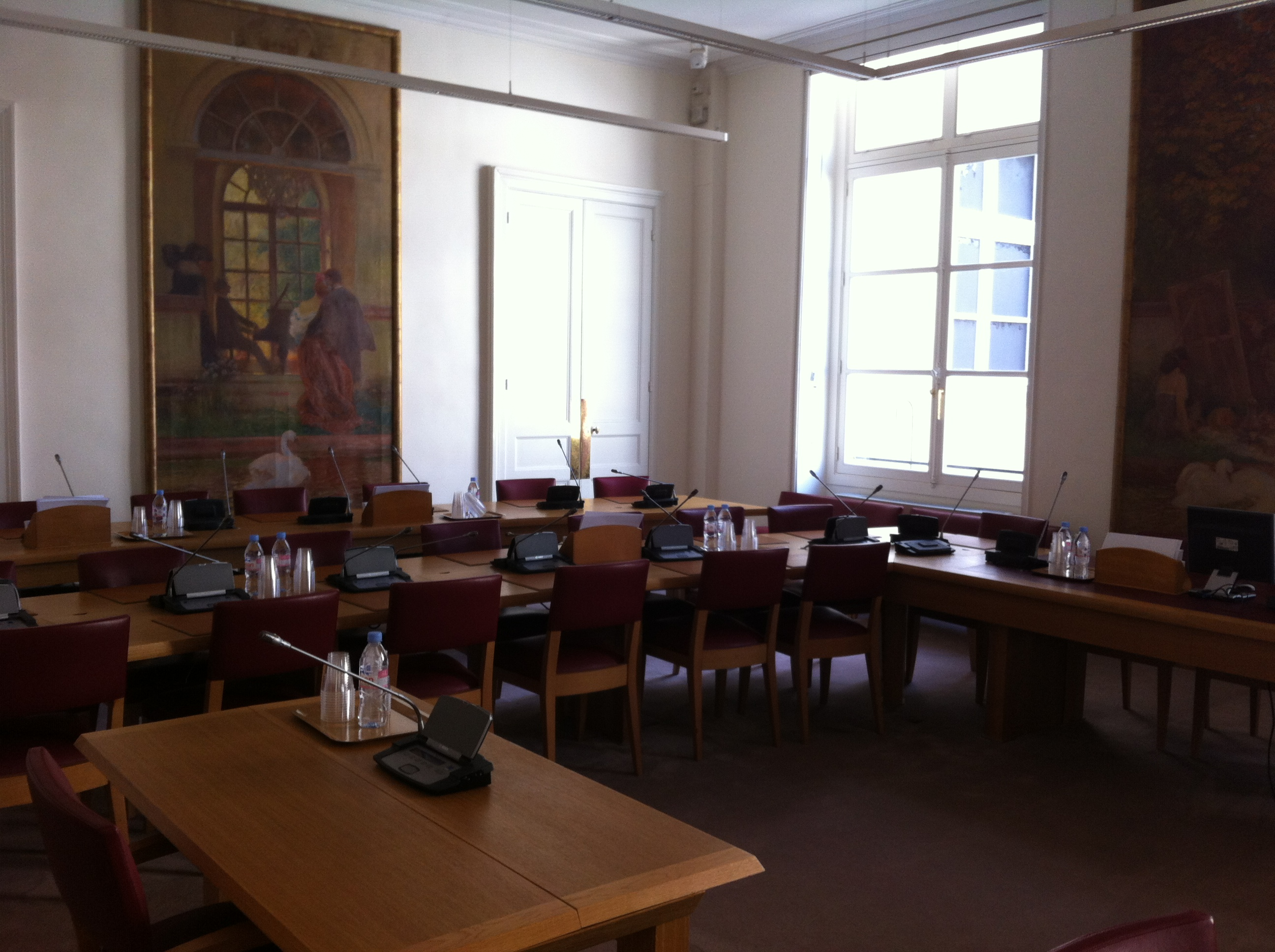
Une salle de réunion pour une des commissions.

#### Commissions législatives permanentes
Il existe au plus huit commissions permanentes dans chaque assemblée. Elles sont principalement chargées de discuter et de voter les textes avant les séances plénières. Il est possible, à la demande du Gouvernement, de créer une commission spéciale, pour un texte précis. Une commission spéciale ou permanente peut convoquer toute personne dont elle estime l’audition nécessaire.
La loi constitutionnelle du 23 juillet 2008 prévoit que la commission permanente compétente de chaque assemblée doit se prononcer sur certaines nominations du président de la République, comme celles des membres du Conseil constitutionnel,. De la même façon, les nominations au Conseil constitutionnel effectuées par le président de chaque chambre sont soumises au seul avis de la commission compétente de l’assemblée concernée.
Depuis l’entrée en vigueur de la loi organique relative aux lois de finances, la commission des finances est chargée de vérifier le budget de l’État ainsi que son emploi.
Le Sénat, comprend sept commissions (voir supra), nommées après chaque renouvellement partiel et l’élection du président. La composition est fixée par les groupes politiques. Un sénateur ne peut faire partie que d'une seule commission permanente. Le président du Sénat ne fait partie d’aucune commission permanente. Après leur nomination, les commissions nomment leur bureau comprenant un président, huit vice-présidents et un secrétaire par fraction de dix membres de leur effectif.
Le Sénat peut, sur leur demande, octroyer aux commissions permanentes ou spéciales l’autorisation de désigner des missions d'information sur les questions relevant de leur compétence. Sauf décision contraire du bureau, les rapports d'information sont publics.
Outre les autres dispositions les concernant, les commissions permanentes assurent l’information du Sénat et mettent en œuvre, dans leur domaine de compétence, le contrôle de l’action du Gouvernement, l’évaluation des politiques publiques et le suivi de l'application des lois.
En principe, les travaux des commissions ont lieu le mercredi matin et, éventuellement, le mardi matin avant les réunions des groupes politiques.
En 2007, Nicolas Sarkozy décide de donner la présidence de la commission des finances de l’Assemblée nationale à un membre de l’opposition. En retour, lors de l’alternance du Sénat en 2011, la présidence de la commission des finances du Sénat est donnée au groupe minoritaire du Sénat. Lors de l’alternance de 2014, la pratique est maintenue.

#### Commissions d'enquête
Chaque assemblée peut créer une commission d’enquête parlementaire par le vote d’une résolution. Elles sont formées pour recueillir des éléments d’information soit sur des faits déterminés, soit sur la gestion des services publics ou des entreprises nationales, en vue de soumettre leurs conclusions à l’assemblée qui les a créées. Il ne peut être créé de commission d’enquête sur des faits ayant donné lieu à des poursuites judiciaires et aussi longtemps que ces poursuites sont en cours. Si une commission a déjà été créée, sa mission prend fin dès l’ouverture d'une information judiciaire relative aux faits sur lesquels elle est chargée d’enquêter. Les membres des commissions d’enquête sont désignés de façon à y assurer une représentation proportionnelle des groupes politiques. Les commissions d’enquête ont un caractère temporaire. Leur mission prend fin par le dépôt de leur rapport et, au plus tard, à l’expiration d’un délai de six mois à compter de la date de l’adoption de la résolution qui les a créées. Elles ne peuvent être reconstituées avec le même objet avant l’expiration d’un délai de douze mois à compter de la fin de leur mission,.

#### Autres instances
Depuis la loi constitutionnelle du 23 juillet 2008, le Gouvernement doit soumettre à l’Assemblée nationale et au Sénat, dès leur transmission au Conseil de l'Union européenne, les projets d’actes législatifs européens et les autres projets ou propositions d’actes de l’Union européenne ; une commission particulière est chargée des affaires européennes dans chaque assemblée,.
L’office parlementaire d'évaluation des choix scientifiques et technologiques est composé de dix-huit députés et dix-huit sénateurs. Il a pour mission d’informer le Parlement des conséquences des choix de caractère scientifique et technologique afin, notamment, d’éclairer ses décisions. 
Il existe une délégation parlementaire au renseignement, commune à l’Assemblée nationale et au Sénat ; et, dans chaque assemblée, une délégation parlementaire aux droits des femmes et à l’égalité des chances entre les hommes et les femmes et une délégation parlementaire aux outre-mer, de même qu'une délégation aux collectivités territoriales et à la décentralisation depuis 2009 au Sénat et 2017 à l'Assemblée.
Au Sénat, une mission commune d’information peut être créée par la Conférence des présidents à la demande d’un président de groupe politique ou des présidents des commissions intéressées.
Le Sénat a également six délégations et un office,.
Il existe aussi des groupes d'études. Le site du Sénat indique : « [Ceux-ci] sont ouverts aux membres du Sénat pour étudier et suivre des questions spécifiques. Ces instances, qui n'interviennent pas directement dans la procédure législative et demeurent sous le contrôle des commissions permanentes, ont pour mission d'assurer une veille juridique et technique sur les questions dont elles sont chargées afin d'informer les parlementaires ». Il existe actuellement vingt groupes d'études au Sénat, et il y a plus de deux sénateurs sur trois qui ont adhéré à au moins un groupe d'étude.
Les clubs parlementaires, souvent informels, permettent la rencontre de parlementaires et de représentants d'intérêts.

## Sénateurs
Depuis 1958, le nombre de sénateurs a varié entre 301 et 348. Il est fixé à 348 depuis les élections de 2001 ; depuis la loi constitutionnelle du 23 juillet 2008, ce nombre est le plafond fixé par la Constitution.
Le nombre des sénateurs élus dans les départements est de 326, celui des sénateurs élus dans les autres collectivités est de 10 et il y a enfin 12 sénateurs représentant les Français établis hors de France.
La seconde fraction du financement public des partis politiques est calculée en fonction du nombre de parlementaires de chaque parti (la première fraction est basée sur les résultats aux élections législatives).

### Durée du mandat

Les sénateurs sont répartis en séries :
Série 1
Série 2

Depuis la promulgation de la loi organique du 30 juillet 2003, les sénateurs sont élus pour six ans et les sièges renouvelables par moitié tous les trois ans. Les sénateurs sont ainsi répartis en séries « 1 » et « 2 »
Il y a donc des élections sénatoriales tous les trois ans.

### Élections
Sauf précision explicite, cette section décrit uniquement le mode d’élection des sénateurs des départements.

#### Électeurs

##### Dans les départements
Les sénateurs sont élus dans chaque département par un collège électoral composé :
1. des députés et des sénateurs ;
2. des conseillers régionaux de la section départementale correspondant au département (selon les cas : conseillers de l’assemblée de Corse, conseillers à l’assemblée de Guyane, conseillers à l’assemblée de Martinique) ;
3. des conseillers départementaux (y compris les conseillers métropolitains de Lyon) ;
4. des délégués des conseils municipaux ou des suppléants de ces délégués[30]. Ils représentent 95 % du collège électoral[31].
  - Les conseils municipaux élisent parmi leurs membres dans les communes de moins de 9 000 habitants :
    - 1 délégué pour les conseils municipaux de 7 et 11 membres ;
    - 3 délégués pour les conseils municipaux de 15 membres ;
    - 5 délégués pour les conseils municipaux de 19 membres ;
    - 7 délégués pour les conseils municipaux de 23 membres ;
    - 15 délégués pour les conseils municipaux de 27 et 29 membres[32].

  - Dans les communes de 9 000 habitants et plus, tous les conseillers municipaux sont délégués de droit. En outre, dans les communes de plus de 30 000 habitants, les conseils municipaux élisent des délégués supplémentaires à raison de 1 pour 800 habitants en sus de 30 000[33]. En pratique, les délégués supplémentaires sont souvent des permanents des partis politiques, des collaborateurs, des élus, des parents ou des amis[34].

###### En Corse
En Corse, les départements et la région ont été fusionnés dans une collectivité unique, l'assemblée de Corse. Celle-ci est élue en même temps que les élections régionales françaises mais sans section départementale. Les sénateurs étant élus le sont toujours par circonscriptions départementales, l'assemblée de Corse doit désigner dans le mois suivant son élection les conseillers membres des collèges électoraux chargés de l'élection du sénateur de Corse-du-Sud et de Haute-Corse.
L'assemblée désigne d'abord ses membres appelés à représenter la collectivité de Corse au sein du collège électoral du département de la Corse-du-Sud, au nombre de 29. Chaque conseiller ou groupe de conseillers peut présenter une liste de candidats en nombre au plus égal à celui des sièges à pourvoir. L'élection a lieu au scrutin de liste sans rature ni panachage. Les sièges sont répartis à la représentation proportionnelle selon la règle de la plus forte moyenne.
Les conseillers non encore désignés, au nombre de 34, sont alors membres du collège électoral chargé d'élire le sénateur de la Haute-Corse.

###### Collectivité européenne d'Alsace
Les élections régionales françaises dans le Grand Est élisent les conseillers régionaux par section départementales, dont la section de la Collectivité européenne d'Alsace (CeA). Or la CeA résulte de la fusion des départements du Bas-Rhin et du Haut-Rhin qui sont encore les circonscriptions départementales d'élections des sénateurs. Ainsi, le Conseil régional du Grand Est procède dans le mois suivant son élection, à la répartition des conseillers de la section de la CeA dans les collèges électoraux élisant les sénateurs du Bas-Rhin et ceux du Haut-Rhin avec la même méthode qu'en Corse.
Les conseillers départementaux d'Alsace sont membres du collège électoral du département dans lequel se situe leur canton d'élection.

##### En Nouvelle-Calédonie, en Polynésie française et dans les îles Wallis-et-Futuna
Les sénateurs représentant la Nouvelle-Calédonie, la Polynésie française et les îles Wallis-et-Futuna sont élus par un collège électoral composé :
- En Nouvelle-Calédonie :
  1. Des députés et des sénateurs ;
  2. Des membres des assemblées de province ;
  3. Des délégués des conseils municipaux ou des suppléants de ces délégués.
- En Polynésie française :
  1. Des députés et des sénateurs ;
  2. Des membres de l’assemblée de la Polynésie française ;
  3. Des délégués des conseils municipaux ou des suppléants de ces délégués.
- Dans les îles Wallis-et-Futuna :
  1. Du député et du sénateur ;
  2. Des membres de l’assemblée territoriale[38].

##### À Mayotte, à Saint-Barthélémy, à Saint-Martin et à Saint-Pierre-et-Miquelon
Les sénateurs représentant Mayotte, Saint-Barthélémy, Saint-Martin et Saint-Pierre-et-Miquelon sont élus par un collège électoral composé :
- À Mayotte :
  1. Des députés et des sénateurs ;
  2. Des conseillers généraux ;
  3. Des délégués des conseils municipaux ou de leurs suppléants[39].
- À Saint-Barthélémy :
  1. Du député et du sénateur ;
  2. Des conseillers territoriaux de la collectivité[40].
- À Saint-Martin :
  1. Du député et du sénateur ;
  2. Des conseillers territoriaux de la collectivité[41].
- À Saint-Pierre-et-Miquelon :
  1. Du député et du sénateur ;
  2. Des conseillers territoriaux de Saint-Pierre-et-Miquelon ;
  3. Des délégués des conseils municipaux ou de leurs suppléants[42].

##### Français établis à l’étranger
Depuis la loi du 22 juillet 2013, les sénateurs représentant les Français établis hors de France sont élus par un collège formé :
1. Des députés élus par les Français établis hors de France ;
2. Des conseillers consulaires ;
3. Des délégués consulaires.

Dans le cas où un conseiller consulaire ou un délégué consulaire est également député élu par les Français établis hors de France, un remplaçant lui est désigné, sur sa présentation, par le président de l’Assemblée des Français de l'étranger.

#### Conditions d'éligibilité
Les modalités d’élection des sénateurs sont fixées dans le code électoral. Il s’agit des mêmes conditions que pour être député, mis à part que l’âge minimum est de 24 ans,.
Pour se présenter aux élections, il faut détenir la nationalité française, et « Nul ne peut être élu s'il ne justifie avoir satisfait aux obligations imposées par le code du service national » ; les majeurs placés sous tutelle ou curatelle sont inéligibles.
Le mandat de sénateur ne peut se cumuler avec celui de député, de député européen, de membre du Gouvernement, du Conseil constitutionnel, du Conseil économique, social et environnemental.
Le mandat de parlementaire est incompatible avec la fonction de militaire et avec l'exercice de plus d’un des mandats suivants : conseiller régional, conseiller à l’Assemblée de Corse, conseiller départemental, conseiller de Paris, conseiller municipal d’une commune d’au moins 3 500 habitants ; le défenseur des droits et le contrôleur général des lieux de privation de liberté sont inéligibles pendant la durée de leurs fonctions ; les préfets sont inéligibles en France dans toute circonscription comprise en tout ou partie dans le ressort dans lequel ils exercent ou ont exercé leurs fonctions depuis moins de trois ans à la date du scrutin ; sont incompatibles avec le mandat de parlementaire les fonctions de direction de certaines entreprises et sociétés.
Depuis le renouvellement de septembre 2017, le mandat de sénateur est incompatible avec des fonctions exécutives locales (maires, présidents de conseil régional ou de conseil départemental…).
Dans le mois suivant la date d’entrée en fonction d’un parlementaire, l’administration fiscale lui transmet une attestation sur ses paiements fiscaux. Si la situation n’est pas conforme, cette attestation est transmise au bureau du Sénat. En absence de mise en conformité, le bureau du Sénat saisit le Conseil constitutionnel qui peut, en fonction de la gravité du manquement, déclarer le sénateur inéligible et démissionnaire d’office de son mandat par la même décision.

#### Organisation des élections
Dans les départements où sont élus deux sénateurs ou moins, l’élection a lieu au scrutin majoritaire à deux tours. Pour être élu au premier tour, un candidat doit réunir la majorité absolue des suffrages exprimés et un nombre de voix égal au quart des électeurs inscrits. Au second tour de scrutin, la majorité relative suffit. En cas d'égalité des suffrages, le plus âgé des candidats est élu. Chaque candidat se présente avec un remplaçant, de sexe différent.
Dans les départements où sont élus trois sénateurs ou plus, l’élection a lieu à la représentation proportionnelle suivant la règle de la plus forte moyenne, sans panachage ni vote préférentiel. Sur chaque liste, les sièges sont attribués aux candidats d'après l'ordre de présentation. Le seuil du nombre de sénateurs minimum pour le scrutin proportionnel était fixé à quatre avant la loi du 2 août 2013.
Les grands électeurs sont obligés de voter ; une amende de 100 € est prévue en cas d’abstention non justifiée. Les délégués qui ont pris part au scrutin et les électeurs de droit qui ne reçoivent pas une indemnité annuelle au titre de leur mandat reçoivent une indemnité de déplacement,.

#### Remplacement des sénateurs
Les sénateurs dont le siège devient vacant pour cause de décès, d’acceptation des fonctions de membre du Gouvernement, du Conseil constitutionnel ou de défenseur des droits ou de prolongation au-delà du délai de six mois d’une mission temporaire confiée par le Gouvernement sont remplacés. Si le sénateur a été élu au suffrage majoritaire, son remplaçant lui succède. Dans le cas du suffrage proportionnel, c’est le premier candidat non élu de sa liste qui le remplace.
En cas d’annulation des opérations électorales et dans les cas de vacances autres que ceux cités précédemment, il est procédé à des élections partielles dans un délai de trois mois. Il n’est toutefois procédé à aucune élection partielle dans l'année qui précède un renouvellement partiel du Sénat.

### Statut du sénateur et prérogatives individuelles
En plus de ses travaux au Sénat, le sénateur exerce des fonctions de représentation dans son département ou son territoire.
Un sénateur peut être chargé par le Gouvernement d’une mission temporaire. Dans ce cas, il peut cumuler la mission avec son mandat pendant une durée n’excédant pas six mois.
Il est interdit à tout parlementaire d’acquérir le contrôle d’une société, d’une entreprise ou d’un organisme dont l’activité consiste principalement dans la fourniture de prestations de conseil. Il est interdit à tout sénateur d’exercer l’activité de représentant d’intérêts à titre individuel.
Jusqu'en 2018, le budget de l’État comportait, dans la mission « Relations avec les collectivités territoriales » des crédits appelés « réserve parlementaire » gérés par le ministère de l’Intérieur mais répartis par les parlementaires avec pour objectif, en principe, de « soutenir les collectivités territoriales déstabilisées par des circonstances exceptionnelles ».
Le sénateur, comme le député, bénéficie d’un régime d’immunité parlementaire.

### Indemnités du sénateur
L’indemnité des membres du Parlement est constituée de trois éléments :
- l’indemnité parlementaire de base, équivalente à la moyenne du traitement le plus bas et du traitement le plus haut des fonctionnaires classés dans la catégorie hors échelle ;
- l’indemnité de résidence, également accordée à tous les agents de la fonction publique, qui représente 3 % du montant mensuel brut de l’indemnité parlementaire de base ;
- l’indemnité de fonction, égale à 25 % des deux précédentes.

Au 1er juillet 2023, le montant brut mensuel de l’indemnité parlementaire s’élève à 7 605,70 € (indemnité parlementaire de base : 5 970,34 €, indemnité de résidence : 177,22 €, indemnité de fonction : 1 521,14 €). Après diverses retenues, le net mensuel perçu par les sénateurs s’élève à 5 652,57 €.
Les sénateurs non réélus peuvent prétendre au versement d’une allocation d’aide au retour à l’emploi mensuelle et dégressive, versée au maximum pendant six semestres,.
Depuis mai 2015, les sénateurs peuvent être sanctionnés financièrement pour leur absentéisme.
À côté de ce traitement, les parlementaires sont défrayés sous la forme d'une prise en charge directe, d’un remboursement sur présentation de justificatifs ou du versement d’une avance par l’assemblée dont ils sont membres, dans la limite des plafonds déterminés par le bureau,. Un crédit mensuel est à la disposition du sénateur pour la rémunération de ses collaborateurs (8 827,40 € au 1er juillet 2023 avec un maximum de cinq collaborateurs). Plusieurs facilités sont à la disposition des sénateurs, comme un équipement informatique, un forfait global de communications ou encore une carte nominative qui permet l’accès gratuit à l’ensemble du réseau SNCF en 1re classe.

### Prévention des conflits d'intérêts
Les parlementaires font des déclarations d’intérêts, d’activité et de patrimoine à la Haute Autorité pour la transparence de la vie publique ; les déclarations d’intérêts sont rendues publiques sur le site de la Haute Autorité, les déclarations de patrimoine sont consultables par les électeurs en préfecture,.
Chaque parlementaire veille à faire cesser ou à prévenir les situations de conflit d’intérêts dans lesquelles il se trouve ou pourrait se trouver. Un registre public recense les cas dans lesquels un parlementaire a estimé devoir ne pas participer aux travaux du Parlement en raison d’une situation de conflit d'intérêts.
La Haute autorité pour la transparence de la vie publique estime cependant en 2016 que les mesures d'encadrement des clubs parlementaires sont lacunaires, voire inexistantes.

## Budget et administration
Le budget du Sénat est inscrit dans la mission « pouvoirs publics » du budget de l’État, avec la présidence de la République, l’Assemblée nationale, le Conseil constitutionnel et la Cour de justice de la République. Ces cinq institutions ont en effet la particularité de déterminer elles-mêmes les crédits nécessaires à leur fonctionnement.
La dotation demandée pour 2015 s’établit à 323 584 600 €, réparti de la manière suivante : 311 627 700 € pour l’institution, 11 956 900 € pour le jardin du Luxembourg et 0 € pour le musée du Luxembourg. La dotation demandée pour 2015 pour la chaîne Public Sénat est de 18 848 000 €.
Pour l'année 2019, le total des dépenses de l'institution s'établit à quelque 354 millions d'euros. Ces dépenses sont réparties en deux principaux postes : 328 millions d'euros pour le fonctionnement, soit 92,5 % du budget total et 26 millions d'euros pour les investissements, ce qui représente 7,5 % du total des dépenses. Les dépenses totales pour le fonctionnement incluent celles pour le Sénat, soit 342 millions d'euros (dont 316 millions d'euros pour le fonctionnement et 26 millions d'euros en investissement), celles destinées aux jardins du Luxembourg, soit 12 millions d'euros.
Les comptes du Sénat sont certifiés chaque année par la Cour des comptes.
Les fonctionnaires du Sénat possèdent un statut spécifique en application du principe de séparation des pouvoirs. Ils sont répartis en deux directions générales :
| Direction générale des Missions institutionnelles | Direction générale des Ressources et Moyens |
| --- | --- |
| - Direction de la Séance - Direction de la Législation et du Contrôle - Direction de l'Initiative parlementaire et des Délégations - Direction des Relations internationales et du Protocole - Direction des Comptes rendus | - Direction des Ressources humaines et de la Formation - Direction de l'Accueil et de la Sécurité - Direction des Affaires financières et sociales - Direction de la Communication - Direction des Systèmes d'Information - Direction de la Logistique et des Moyens généraux - Direction de la Bibliothèque et des Archives - Direction de l'Architecture, du Patrimoine et des Jardins - Cabinet médical |

Sous le Consulat et l'Empire, Joseph-François Baudelaire, futur père du poète Charles Baudelaire, a exercé des hautes fonctions dans l'administration du Sénat. Vers la fin du XIXe siècle, Leconte de Lisle et Anatole France y ont été bibliothécaires. Plusieurs personnalités littéraires (Henri Welschinger) ou politiques (Noëlle Lenoir, Rama Yade) ont également été administrateurs des services.

## Majorités et présidence depuis 1958
|  | Élections                                                                                                  | Composition                                                                | Présidence du Sénat | Portraits |
|  | --- | -------------------------------------------------------------------------- | ------------------- | --------- |
|  | 1959 |                                                                            | Gaston Monnerville  |           |
|  | 1962 (renouvellement par tiers - série A)                                                                  |                                                                            | Gaston Monnerville  |           |
|  | 1965 (renouvellement par tiers - série B)                                                                  |                                                                            | Gaston Monnerville  |           |
|  | 1968 (renouvellement par tiers - série C)                                                                  |                                                                            | Alain Poher         |           |
|  | 1971 (renouvellement par tiers - série A)                                                                  |                                                                            | Alain Poher         |           |
|  | 1974 (renouvellement par tiers - série B)                                                                  |                                                                            | Alain Poher         |           |
|  | 1977 (renouvellement par tiers - série C)                                                                  |                                                                            | Alain Poher         |           |
|  | 1980 (renouvellement par tiers - série A)                                                                  |                                                                            | Alain Poher         |           |
|  | 1983 (renouvellement par tiers - série B)                                                                  |                                                                            | Alain Poher         |           |
|  | 1986 (renouvellement par tiers - série C)                                                                  |                                                                            | Alain Poher         |           |
|  | 1989 (renouvellement par tiers - série A)                                                                  |                                                                            | Alain Poher         |           |
|  | 1992 (renouvellement par tiers - série B)                                                                  |                                                                            | René Monory         |           |
|  | 1995 (renouvellement par tiers - série C)                                                                  |                                                                            | René Monory         |           |
|  | 1998 (renouvellement par tiers - série A)                                                                  |                                                                            | Christian Poncelet  |           |
|  | 2001 (renouvellement par tiers - série B)                                                                  | Voir l’article annexe : Liste des sénateurs français (période 2001-2004) . | Christian Poncelet  |           |
|  | 2004 (renouvellement par tiers - série C1 de sénateurs élus pour 6 ans et C2 de sénateurs élus pour 9 ans) | Voir l’article annexe : Liste des sénateurs français (période 2004-2008) . | Christian Poncelet  |           |
|  | 2008 (renouvellement par tiers - série A, les élections sont décalées d’un an)                             | Voir l’article annexe : Liste des sénateurs français (période 2008-2011) . | Gérard Larcher      |           |
|  | 2011 (renouvellement par moitié - séries B et C1 devenant la série 1)                                      | Voir l’article annexe : Liste des sénateurs français (période 2011-2014) . | Jean-Pierre Bel     |           |
|  | 2014 (renouvellement par moitié - séries A et C2 devenant la série 2)                                      | Voir l’article annexe : Liste des sénateurs français (période 2014-2017) . | Gérard Larcher      |           |
|  | 2017 (renouvellement par moitié - série 1)                                                                 | Voir l’article annexe : Liste des sénateurs français (période 2017-2020) . | Gérard Larcher      |           |
|  | 2020 (renouvellement par moitié - série 2)                                                                 | Voir l’article annexe : Liste des sénateurs français (période 2020-2023) . | Gérard Larcher      |           |
|  | 2023 (renouvellement par moitié - série 1)                                                                 | Voir l’article annexe : Liste des sénateurs français de 2023 à 2026 .      | Gérard Larcher      |           |

## Organisation

### Bureau
| Fonction        | Titulaire | Titulaire                 | Département        | Groupe  |
| --------------- | --------- | ------------------------- | ------------------ | ------- |
| Président       |           | Gérard Larcher            | Yvelines           | REP     |
| Vice-présidents |           | Didier Mandelli           | Vendée             | REP     |
| Vice-présidents |           | Sylvie Robert             | Ille-et-Vilaine    | SER     |
| Vice-présidents |           | Sylvie Vermeillet         | Jura               | UC      |
| Vice-présidents |           | Xavier Iacovelli          | Hauts-de-Seine     | RDPI    |
| Vice-présidents |           | Alain Marc                | Aveyron            | LIRT    |
| Vice-présidents |           | Pierre Ouzoulias          | Hauts-de-Seine     | CRCE-K  |
| Vice-présidents |           | Anne Chain-Larché         | Seine-et-Marne     | REP     |
| Vice-présidents |           | Loïc Hervé                | Haute-Savoie       | UC      |
| Questeurs       |           | Antoine Lefèvre           | Aisne              | REP     |
| Questeurs       |           | Marie-Arlette Carlotti    | Bouches-du-Rhône   | SER     |
| Questeurs       |           | Olivier Cigolotti         | Haute-Loire        | UC      |
| Secrétaires     |           | Jean-Michel Arnaud        | Hautes-Alpes       | UC      |
| Secrétaires     |           | Guy Benarroche            | Bouches-du-Rhône   | GEST    |
| Secrétaires     |           | François Bonhomme         | Tarn-et-Garonne    | REP     |
| Secrétaires     |           | Nicole Bonnefoy           | Charente           | SER     |
| Secrétaires     |           | Alexandra Borchio-Fontimp | Alpes-Maritimes    | REP     |
| Secrétaires     |           | Céline Brulin             | Seine-Maritime     | CRCE-K  |
| Secrétaires     |           | Bernard Buis              | Seine-Maritime     | RDPI    |
| Secrétaires     |           | Catherine Conconne        | Martinique         | SER     |
| Secrétaires     |           | Catherine Di Folco        | Rhône              | REP (A) |
| Secrétaires     |           | Fabien Genet              | Saône-et-Loire     | REP     |
| Secrétaires     |           | Véronique Guillotin       | Meurthe-et-Moselle | RDSE    |
| Secrétaires     |           | Sonia de La Provôté       | Calvados           | UC      |
| Secrétaires     |           | Marie-Pierre Richer       | Cher               | REP (R) |
| Secrétaires     |           | Mickaël Vallet            | Charente-Maritime  | SER     |

### Groupes politiques
| Groupe politique                        | Groupe politique                                                             | Abréviation                | Effectif | Composition          | Composition | Composition            | Direction         | Direction | Direction                            | Positionnement |
| Groupe politique                        | Groupe politique                                                             | Abréviation                | Effectif | Membres              | Apparentés  | Rattachés              | Président         | Parti     | Parti                                | Positionnement |
| --------------------------------------- | ---------------------------------------------------------------------------- | -------------------------- | -------- | -------------------- | ----------- | ---------------------- | ----------------- | --------- | ------------------------------------ | -------------- |
|                                         | Les Républicains                                                             | REP                        | 130      | 99                   | 20          | 11                     | Mathieu Darnaud   |           | Les Républicains                     | Aucun          |
|                                         | Groupe socialiste, écologiste et républicain                                 | SER                        | 65       | 64                   | 1           | —                      | Patrick Kanner    |           | Parti socialiste                     | Opposition     |
|                                         | Union centriste                                                              | UC                         | 59       | 52                   | 4           | 3                      | Hervé Marseille   |           | Union des démocrates et indépendants | Minoritaire    |
|                                         | Les Indépendants — République et territoires                                 | LIRT                       | 20       | 20                   | —           | —                      | Claude Malhuret   |           | Horizons                             | Minoritaire    |
|                                         | Rassemblement des démocrates, progressistes et indépendants                  | RDPI                       | 19       | 17                   | 2           | —                      | François Patriat  |           | Renaissance                          | Minoritaire    |
|                                         | Groupe communiste, républicain, citoyen et écologiste — Kanaky               | CRCE-K                     | 18       | 18                   | —           | —                      | Cécile Cukierman  |           | Parti communiste français            | Opposition     |
|                                         | Rassemblement démocratique et social européen                                | RDSE                       | 16       | 15                   | —           | 1                      | Maryse Carrère    |           | Parti radical de gauche              | Minoritaire    |
|                                         | Écologiste, solidarité et territoires                                        | EST                        | 16       | 16                   | —           | —                      | Guillaume Gontard |           | Les Écologistes                      | Opposition     |
|                                         |                                                                              |                            |          |                      |             |                        |                   |           |                                      |                |
| Regroupement des sénateurs non-inscrits | Regroupement des sénateurs non-inscrits                                      | Abréviation                | Effectif |                      |             |                        | Délégué           | Parti     | Parti                                |                |
|                                         | Réunion administrative des sénateurs ne figurant sur la liste d’aucun groupe | RASNAG                     | 4        | Christopher Szczurek |             | Rassemblement national |                   |           |                                      |                |
|                                         |                                                                              |                            |          |                      |             |                        |                   |           |                                      |                |
| Nombre total des sénateurs              | Nombre total des sénateurs                                                   | Nombre total des sénateurs | 348      |                      |             |                        |                   |           |                                      |                |

### Regroupements parlementaires
| Regroupement parlementaire                    | Regroupement parlementaire                                                                     | Poste important      | Titulaires des principales fonctions | Titulaires des principales fonctions | Titulaires des principales fonctions |
| Type                                          | Intitulé                                                                                       | Poste important      | Sénateur                             | Groupe                               | Groupe                               |
| --------------------------------------------- | ---------------------------------------------------------------------------------------------- | -------------------- | ------------------------------------ | ------------------------------------ | ------------------------------------ |
| Commission permanente                         | Affaires économiques                                                                           | Présidente           | Dominique Estrosi-Sassone            |                                      | REP                                  |
| Commission permanente                         | Affaires étrangères, défense et forces armées                                                  | Président            | Cédric Perrin                        |                                      | REP                                  |
| Commission permanente                         | Affaires sociales                                                                              | Président            | Philippe Mouiller                    |                                      | REP                                  |
| Commission permanente                         | Affaires sociales                                                                              | Rapporteure générale | Élisabeth Doineau                    |                                      | UC                                   |
| Commission permanente                         | Aménagement du territoire et développement durable                                             | Président            | Jean-François Longeot                |                                      | UC                                   |
| Commission permanente                         | Culture, éducation, communication et sport                                                     | Président            | Laurent Lafon                        |                                      | UC                                   |
| Commission permanente                         | Finances                                                                                       | Président            | Claude Raynal                        |                                      | SER                                  |
| Commission permanente                         | Finances                                                                                       | Rapporteur général   | Jean-François Husson                 |                                      | REP                                  |
| Commission permanente                         | Lois constitutionnelles, législation, suffrage universel, règlement et administration générale | Présidente           | Muriel Jourda                        |                                      | REP                                  |
| Commission chargée des affaires européennes   | Affaires européennes                                                                           | Président            | Jean-François Rapin                  |                                      | REP                                  |
| Délégation sénatoriale                        | Collectivités territoriales et décentralisation                                                | Président            | Bernard Delcros                      |                                      | UC                                   |
| Délégation sénatoriale                        | Prospective                                                                                    | Présidente           | Christine Lavarde                    |                                      | REP                                  |
| Délégation sénatoriale                        | Entreprises                                                                                    | Président            | Olivier Rietmann                     |                                      | REP                                  |
| Délégation parlementaire propre au Sénat      | Droits des femmes et égalité des chances entre les hommes et les femmes                        | Présidente           | Dominique Vérien                     |                                      | UC                                   |
| Délégation parlementaire propre au Sénat      | Outre-mer                                                                                      | Présidente           | Micheline Jacques                    |                                      | REP                                  |
| Délégation parlementaire commune aux chambres | Office parlementaire d’évaluation des choix scientifiques et technologiques                    | Président            | Stéphane Piednoir                    |                                      | REP                                  |
| Délégation parlementaire commune aux chambres | Renseignement                                                                                  | Président            | Cédric Perrin                        |                                      | REP                                  |

## Activités du Sénat
Lors de l’année parlementaire 2017-2018 (c’est-à-dire avec les sessions extraordinaires), 74 textes de lois (hors conventions internationales) ont été examinés dont 32 projets de lois, 28 propositions de lois du Sénat et 14 de l’Assemblée nationale.
Cette même année, 152 heures de séance publique ont été consacrées au contrôle. Il y a eu 309 questions orales et 5 583 questions écrites

## Débats autour de l'institution
Selon une enquête de l'IFOP publiée deux semaines avant les sénatoriales 2008, 61 % des Français jugeaient que le Sénat joue un rôle politique important dans la politique en France. 67 % le trouvent utile à l'élaboration des lois, 61 % utile à l'équilibre des pouvoirs (avec toutefois un clivage gauche/droite de 55/69 %), mais seulement 28 % le jugent représentatif de la population et 25 % « moderne ».

### Arguments critiques
Qualifié d'« anomalie de la démocratie » par Lionel Jospin[réf. nécessaire] ou de « machine cynique conçue pour empêcher la gauche de gagner » par Alain Duhamel, le Sénat a souvent fait l'objet de critiques de la part des partis de gauche et de certains politologues.

#### Faible représentativité démocratique du Sénat

Distribution des sénateurs français par année de naissance en 2013.

Le Sénat a pour vocation affichée de représenter les collectivités territoriales. De fait, le scrutin indirect et le découpage électoral du Sénat favorisent fortement les territoires ruraux et les petites communes. Le nombre de sénateurs par département n’étant pas proportionnel au nombre d’habitants, c'est ainsi que 53 % des délégués sont issus de communes de moins de 1 500 habitants alors que celles-ci ne représentent que 33 % de la population française. Les villes de plus de 100 000 habitants, elles, dépêchent au sein du collège électoral sénatorial 7 % de délégués, quand elles regroupent plus de 15 % des Français. Les élus issus des conseils généraux et régionaux n'en représentent qu'à peine 4 %.
Par exemple, au scrutin de 2002, un sénateur représentait 37 242 habitants en Lozère ou 314 280 dans l’Hérault (rapport de 1 à 8,4), alors qu'un député représentait 43 760 habitants à Paris 15e circonscription ou 136 433 en Seine-et-Marne (soit 1 à 3,1).
En termes de parité hommes/femmes (34,8 % en 2021), d'âge moyen (60 ans en 2020), de catégorie socio-professionnelle, le Sénat est également peu représentatif de la population française.

#### Longue absence d'alternance politique
Le mode d'élection indirect de ses élus fait du Sénat une institution plus fermée aux changements politiques que l'Assemblée nationale. Il est significatif qu'aucune alternance n'ait été enregistrée de 1968 à 2011 au Sénat, qui est resté durant cette période sous la domination de la droite et du centre.
Selon Benjamin Morel, le mode de scrutin du Sénat privilégie les départements ruraux ainsi que les communes moyennes alors que les grandes villes sont pour leur part désavantagées puisque le nombre de délégués supplémentaires est plafonné par la jurisprudence du Conseil constitutionnel. Cela induit donc une large surreprésentation du centre-droit et une sous-représentation de la gauche et de l’extrême-droite, sous la Ve République. Pour les mêmes raisons, le mode de scrutin favorisait en revanche le centre-gauche radical sous les IIIe et IVe République.

#### Peu de travail et des privilèges fiscaux importants
En 2016, Yvan Stefanovitch publie Le Sénat. Un paradis fiscal pour des parlementaires fantômes qui dénonce les privilèges fiscaux des sénateurs et leur temps de travail réel avec, selon l'auteur, « un minimum de 4 à 5 jours de présence par mois et un système d'excuses discrétionnaires ». En août de la même année, les sénateurs autorisent leur président Gérard Larcher à attaquer en diffamation Yvan Stefanovitch au nom du Sénat. Selon le journal Le Point, ce serait la première fois qu'une institution de la Cinquième République poursuit un journaliste en justice, ce que confirme l'avocat du Sénat.
Le 12 avril 2019 le tribunal correctionnel relaxe le journaliste et sa maison d'édition, les éditions du Rocher, « au bénéfice de la bonne foi », tout en estimant que certains des propos incriminés présentaient « un caractère diffamatoire »,.

#### Opposition à l'institution dans sa forme actuelle
Lors de l'élection présidentielle de 2017, Jean-Luc Mélenchon, candidat de la France insoumise, a défendu la suppression du Sénat et du Conseil économique, social et environnemental afin de les remplacer par une « assemblée de l’intervention populaire et du long terme, émettant un avis sur l’impact écologique et social des lois ». Benoît Hamon, candidat du Parti socialiste, a quant à lui défendu une réforme du Sénat afin de réduire le nombre de sièges et d'y introduire un collège citoyen, un collège des territoires composé d'élus et un collège de représentants de la société civile.

### Arguments favorables
À l'inverse, les soutiens du Sénat avancent plusieurs arguments pour défendre l'intérêt et le rôle de l'assemblée.

#### Rôle de «garde-fou»
Le Sénat aurait également un rôle de pondération du travail législatif en venant « adoucir » certains projets ou propositions de lois adoptés par l'Assemblée nationale, et jugés trop extrêmes. Par exemple, en 2007, il supprime un amendement de la loi Hortefeux prévoyant la possibilité de tests ADN pour les candidats au regroupement familial.
Ce rôle a une origine historique ancienne : d'après Benjamin Morel, maître de conférences en droit public à l’Université Paris-II-Panthéon-Assas, la création d'une chambre haute a pour but, dès 1795, de prévenir les « débordements d’une assemblée unique ».

## Affaires judiciaires

### Affaire des ristournes
Le système occulte des « ristournes » du Sénat a permis entre 2003 et 2014 à des sénateurs UMP (Union républicaine du Sénat) de récupérer des fonds que le Sénat mettait à leur disposition pour salarier des assistants parlementaires. Pour les juges d’instruction, ces « ristournes » relèvent du « détournement de fonds publics ». Cette pratique ne s'est interrompue qu'au printemps 2014. Six mises en examen sont en cours. Plusieurs sénateurs seront convoqués en 2017.
La cour d’appel de Paris a cependant suspendu l’enquête le 14 juin 2017, cinq des sénateurs ayant demandé la nullité de leur mise en examen. L'enquête peut reprendre le 18 décembre 2017, les mises en examen étant confirmées. Le sénateur Henri de Raincourt annonce alors son intention de se pourvoir en cassation,,.
En 2017, Hubert Falco, maire de Toulon, est mis en cause dans l'affaire du détournement de fonds publics au profit de sénateurs UMP au sein du groupe UMP au Sénat.
Les anciens sénateurs Jean-Claude Gaudin, maire de Marseille de 1995 à 2020 et Hubert Falco ont été placés fin avril 2019 sous le statut de témoin assisté dans l’enquête pour « recel de détournement de fonds publics ». Hubert Falco a pu présenter ses observations au juge d’instruction qui, après les avoir entendues, a acquis la conviction qu’aucune infraction n’avait été commise. 
En avril 2023, Hubert Falco est condamné, pour recel de détournement de fonds publics, à trois ans de prison avec sursis et cinq ans d'inéligibilité par jugement du tribunal correctionnel de Marseille rendu avec exécution provisoire, ce qui entraîne la déchéance immédiate de ses mandats.
Hubert Falco ayant fait appel est rejugé les 27 et 28 mars 2024 par la cour d'appel d'Aix-en-Provence,.

### Affaire Joël Guerriau
En novembre 2023, la députée de Loire-Atlantique Sandrine Josso porte plainte contre le sénateur Horizons, Joël Guerriau, qu'elle accuse de l’avoir droguée en vue de l’agresser sexuellement.

### Chantage à la sextape
À l'automne 2023, le médecin du Sénat, M. El Hassan Lmahdi, se plaint auprès de sa hiérarchie du chantage de sa subordonnée, assistante médicale, détenant une sextape prise au sein du Sénat en 2022, impliquant un sénateur.
Le médecin dénonce son assistante qui se prévalait au moment de son recrutement d'« être la maîtresse d'une autorité au Sénat » et qui a été embauchée au cabinet médical du Sénat sous une identité tronquée, sur la base de faux diplômes et avec un faux parcours professionnel. La secrétaire se vantait de détenir des éléments compromettant sur son amant afin de conserver un moyen de pression en cas de difficultés. Une enquête interne est conduite sur le fonctionnement du cabinet médical, après les signalements du médecin.
Le 9 février 2024, Le Canard enchaîné révèle l'existance du chantage à la sextape. L'information, tenue secrète par la direction du Palais du Luxembourg depuis plusieurs mois, est communiquée à la justice le jour même par le président de la chambre haute, Gérard Larcher. Le cabinet de Gérard Larcher précise que « la réalisation et la diffusion des enregistrements vidéo [...] sont susceptibles de recevoir une qualification pénale. ».
Le 15 février, le médecin est licencié « pour faute grave », au motif de « prestations extérieures rémunérées au profit de la SNCF », activité qui « a compromis gravement le bon fonctionnement du cabinet médical et de l'équipe administrative » et de détenir des parts dans une société civile immobilière. Dans une lettre diffusée à l'ensemble des sénateurs, il écrit : « L'administration me reproche de détenir des parts dans une société civile immobilière [...] Je n'ai pas vu que cela était interdit dans les termes de mon contrat. ». Il s’estime victime d’une injustice et conteste son licenciement au conseil des prud'hommes.